# Incident maritime franco-turc du 10 juin 2020
Deuxième guerre civile libyenne
Batailles
- Benghazi (2014)
- Aéroport de Tripoli (en)
- Benghazi (2014–17)
- Oubari
- Kikla
- Derna (2015–16)
- Zliten
- Croissant pétrolier (janv. 2016)
- Syrte (2016)
- Croissant pétrolier (sept. 2016)
- Croissant pétrolier (2017)
- Birak (2017)
- Derna (2018–19)
- Croissant pétrolier (2018)
- Tripoli (2018)
- Fezzan
- Tripoli (2019–20)
- Syrte (2020)
- Tripolitaine orientale (2020)

L'incident se déroule le 10 juin 2020 entre la marine turque et la marine française, à 200 km des côtes libyennes, dans le cadre de missions internationales pour faire respecter l'embargo sur les armes en Libye. 

## Contexte
Cet incident intervient au cours de la deuxième guerre civile libyenne.

## Déroulement des faits

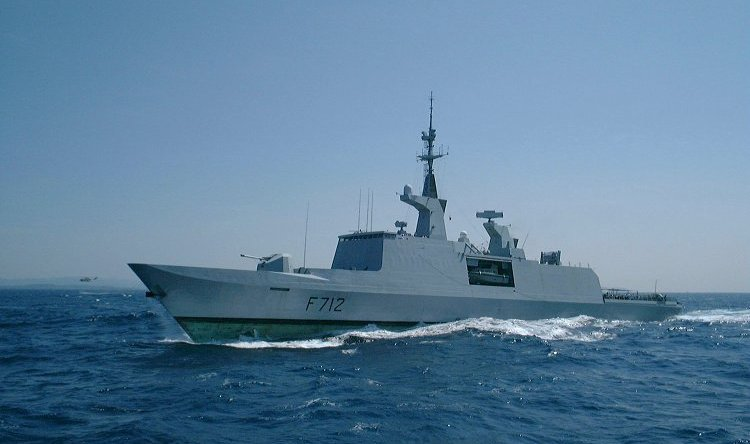
La frégate française Courbet.

La frégate française Courbet patrouille en Méditerranée orientale dans le cadre de l'opération Sea Guardian sous mandat de l'OTAN. Le 9 juin, veille de l'incident, la frégate française reçoit l'ordre d'inspecter un cargo turc, le Cerkin, suspecté de contrebande d'armes. Celui-ci transporte une cinquantaine de containers, masque une partie de son nom sur sa coque, donne de fausses informations au contrôle maritime et a désactivé sa balise AIS, selon les renseignements français. Dans la nuit, une frégate grecque, le Spetsai, intervenant dans le cadre de la mission européenne Irini, interroge le Cerkin. Le 10 juin, une frégate italienne, le Carabiniere, participant également à la mission Sea Guardian, interroge aussi le Cerkin qui indique transporter du matériel médical. Vers 16 heures, la zone est survolée par un avion américain P-8 Poseidon.
En fin d’après-midi, le Courbet se rapproche du Cerkin pour l'interroger à nouveau. Mais une frégate turque, l'Oruçreis, se rapproche du cargo turc et de la frégate française. À partir de ce moment, les versions diffèrent entre la Turquie et la France.
Pour Paris, l'Oruçreis a « illuminé » le Courbet avec ses radars de conduite de tir à trois reprises. De plus, les marins turcs étaient à leur poste de combat derrière les mitrailleuses. Cela constitue une manœuvre extrêmement agressive : « illuminer » une cible avec les radars de conduite de tir est la dernière action précédant le tir en lui-même. Enfin, la France accuse la marine turque d'utiliser pour ses navires des indicatifs OTAN, alors même qu'elle procédait à des missions purement nationales.
Pour Ankara, il n'y a pas eu d'illumination, mais une simple « désignation », manœuvre un cran moins hostile. De plus, le fait est nié d'avoir pointé les mitrailleuses vers le Courbet. La Turquie accuse la frégate française d'avoir manœuvré dangereusement autour du Oruçreis, du cargo Cerkin et d'un pétrolier ravitailleur de l'armée turque.

## Réaction
Le ministère des Armées français a exprimé son mécontentement et son inquiétude face à l’attitude jugée provocatrice de la Turquie et déclare le 17 juin : « Cette affaire est à nos yeux très grave (...). On ne peut pas accepter qu'un allié se comporte comme cela, fasse cela contre un navire de l'OTAN sous commandement OTAN menant une mission OTAN », en prévenant que la ministre des Armées Florence Parly allait « mettre les points sur les i », sur « l'attitude turque dans le conflit libyen »(...). « Ces norias de bateaux entre la Turquie et Misrata, parfois accompagnés par des frégates turques, ne contribuent pas à la désescalade ».
De plus, le ministre français des Affaires étrangères Jean-Yves Le Drian condamne « le soutien militaire croissant » de la Turquie au Gouvernement d'union libyen, en « violation directe de l'embargo des Nations Unies ».
De l’autre côté, le chef de la diplomatie turque Mevlüt Çavuşoğlu dénonce « l'approche destructrice de la France en Libye » et déclare le 30 juin : « La France, que Macron dirige ou plutôt qu'il n'arrive pas à diriger en ce moment, ne se trouve (en Libye) que pour poursuivre ses intérêts avec une mentalité destructrice ».
Le 18 juin, le secrétaire général de l’OTAN, Jens Stoltenberg, ex-Premier ministre norvégien, annonce à la presse :
« L’incident en Méditerranée a été abordé en réunion par plusieurs alliés. Nous avons fait en sorte que les autorités militaires de l’OTAN enquêtent sur l’incident afin de faire toute la lumière sur ce qui s’est passé. […] L’OTAN soutient la mise en œuvre de la décision de l’ONU d’imposer un embargo sur les armes à la Libye. Nous soutenons les efforts de l’ONU pour trouver une solution au conflit »
En septembre, des diplomates interrogés affirment que l'enquête de l'OTAN sur l'incident naval a été classée trop sensible pour être débattue en public et ne débouchera pas sur des sanctions.

## Conséquences
La France décide, le 1er juillet, de se retirer temporairement des opérations de l'OTAN en Méditerranée, afin de protester contre l’attitude de la Turquie et le soutien timide de l'OTAN.